# Corcelles (Ain)
Corcelles – miejscowość i dawna gmina we Francji, w regionie Owernia-Rodan-Alpy, w departamencie Ain.  W dniu 1 stycznia 2016 roku z połączenia dwóch ówczesnych gmin – Champdor oraz Corcelles – powstała nowa gmina Champdor-Corcelles. W 2013 roku populacja Corcelles wynosiła 238 mieszkańców.